# Šóko Kanazawa
Šóko Kanazawa (* 1985, Tokio, Japonsko) je japonská kaligrafka. Kaligrafii ji začala učit její matka Yasuko v 5 letech. V roce 2005 ve svých 20 letech měla Šóko Kanazawa první samostatnou výstavu, nazvanou Shoko Kanazawa, Svět kaligrafie v galerii Ginza Shoro. Později přišly další výstavy v galeriích a japonských chrámech. Šóko pravidelně ukazuje svoji práci. Šóko Kanazawa má Downův syndrom.